# Narcy (Nièvre)
Pour les articles homonymes, voir Narcy.
Narcy est une commune française située dans le département de la Nièvre, en région Bourgogne-Franche-Comté.

## Géographie

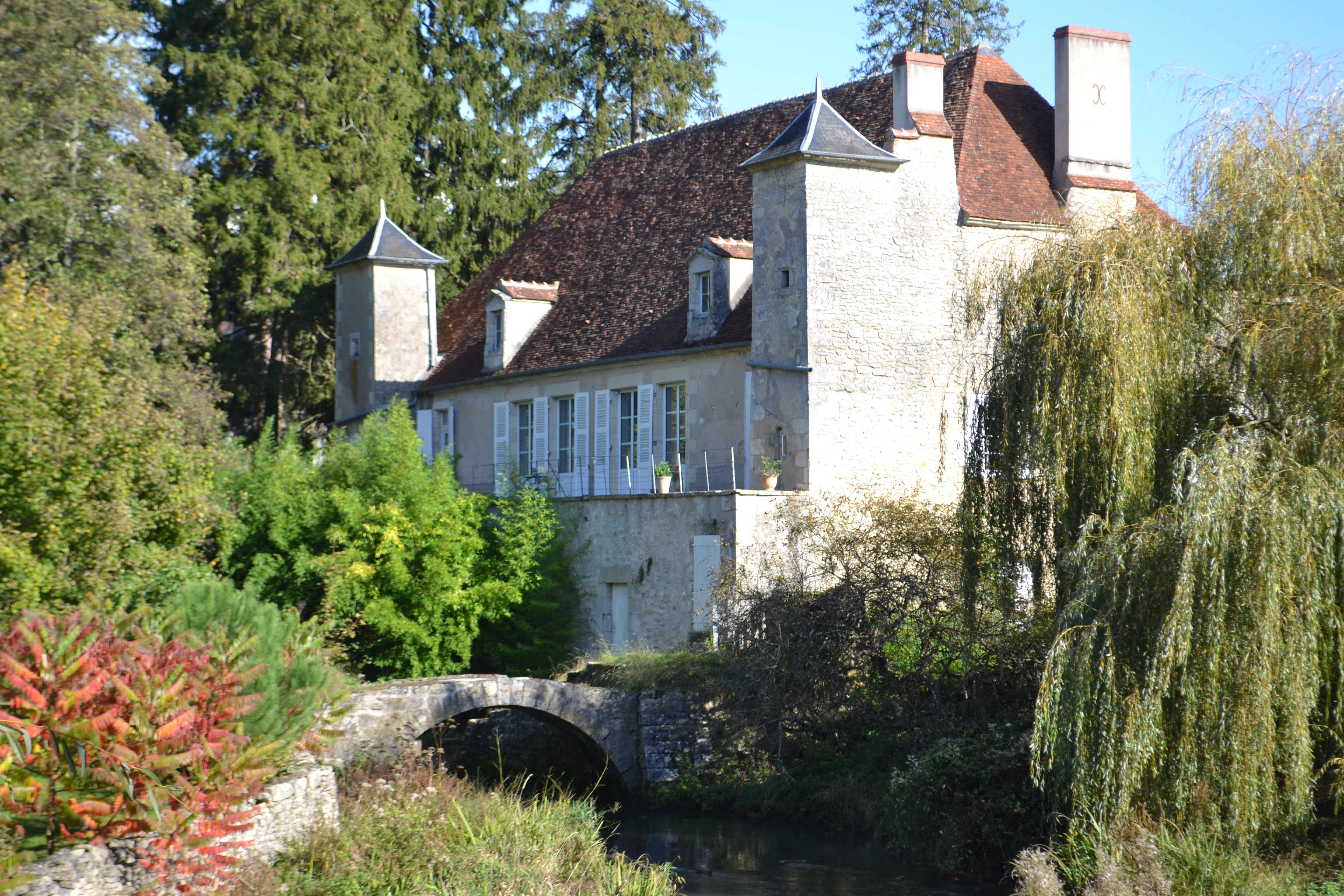
Mignard.

Narcy est situé en région Bourgogne-Franche-Comté. La superficie de la commune est de 2 914 hectares ; son altitude varie entre 157 et 278 mètres.
La commune est implantée dans l’ouest du département de la Nièvre, à 33 km de Nevers (par la route), dans le canton de La Charité-sur-Loire. Elle est située à 10 km de La Charité-sur-Loire et à 23 km au sud-est de Cosne-Cours-sur-Loire, son chef-lieu d'arrondissement.
Elle est arrosée par la rivière le Mazou.
Au recensement de 2017, elle comptait 513 habitants.

### Hameaux, écarts et lieux-dits
La commune regroupe, outre le bourg, divers hameaux et habitations isolés : Bernotterie (la), Bertins (les), Brins (les), Colaterie (la), Fernigot, Hottes (les), Malmaisons (les) , Mignard, Planchards (les), Pont-Charrault (le), Tuilerie (la), Verdure (la), Ville...

### Climat
Pour des articles plus généraux, voir Climat de la Bourgogne-Franche-Comté et Climat de la Nièvre.
En 2010, le climat de la commune est de type climat océanique dégradé des plaines du Centre et du Nord, selon une étude du Centre national de la recherche scientifique s'appuyant sur une série de données couvrant la période 1971-2000. En 2020, Météo-France publie une typologie des climats de la France métropolitaine dans laquelle la commune est exposée à un climat océanique altéré et est dans la région climatique  Centre et contreforts nord du Massif Central, caractérisée par un air sec en été et un bon ensoleillement. 
Pour la période 1971-2000, la température annuelle moyenne est de 11,1 °C, avec une amplitude thermique annuelle de 15,8 °C. Le cumul annuel moyen de précipitations est de 763 mm, avec 11,4 jours de précipitations en janvier et 7,8 jours en juillet. Pour la période 1991-2020, la température moyenne annuelle observée sur la station météorologique de Météo-France la plus proche, « Guerigny », sur la commune de Guérigny à 19 km à vol d'oiseau, est de 11,7 °C et le cumul annuel moyen de précipitations est de 910,8 mm. 
La température maximale relevée sur cette station est de 42,5 °C, atteinte le 9 août 2003 ; la température minimale est de −14,1 °C, atteinte le 9 février 2012,,. 
Les paramètres climatiques de la commune ont été estimés pour le milieu du siècle (2041-2070) selon différents scénarios d'émission de gaz à effet de serre à partir des nouvelles projections climatiques de référence DRIAS-2020. Ils sont consultables sur un site dédié publié par Météo-France en novembre 2022.

## Urbanisme

### Typologie
Au 1er janvier 2024, Narcy est catégorisée commune rurale à habitat dispersé, selon la nouvelle grille communale de densité à sept niveaux définie par l'Insee en 2022.
Elle est située hors unité urbaine et hors attraction des villes,.

### Occupation des sols
L'occupation des sols de la commune, telle qu'elle ressort de la base de données européenne d’occupation biophysique des sols Corine Land Cover (CLC), est marquée par l'importance des territoires agricoles (75 % en 2018), une proportion identique à celle de 1990 (75 %). La répartition détaillée en 2018 est la suivante : terres arables (64,7 %), forêts (23,4 %), prairies (10,3 %), milieux à végétation arbustive et/ou herbacée (1 %), zones urbanisées (0,6 %). L'évolution de l’occupation des sols de la commune et de ses infrastructures peut être observée sur les différentes représentations cartographiques du territoire : la carte de Cassini (XVIIIe siècle), la carte d'état-major (1820-1866) et les cartes ou photos aériennes de l'IGN pour la période actuelle (1950 à aujourd'hui).

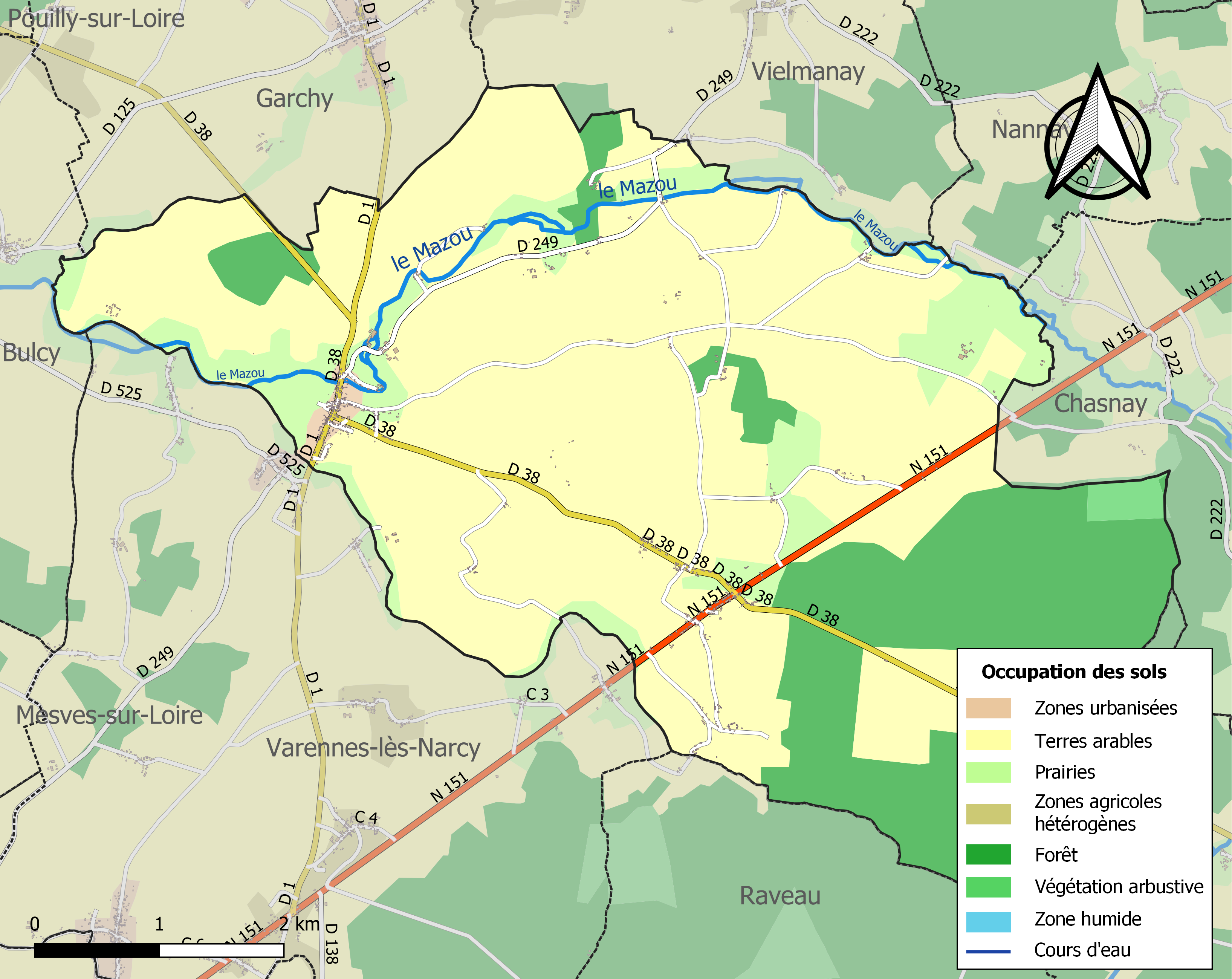
Carte des infrastructures et de l'occupation des sols de la commune en 2018 (CLC).

## Toponymie

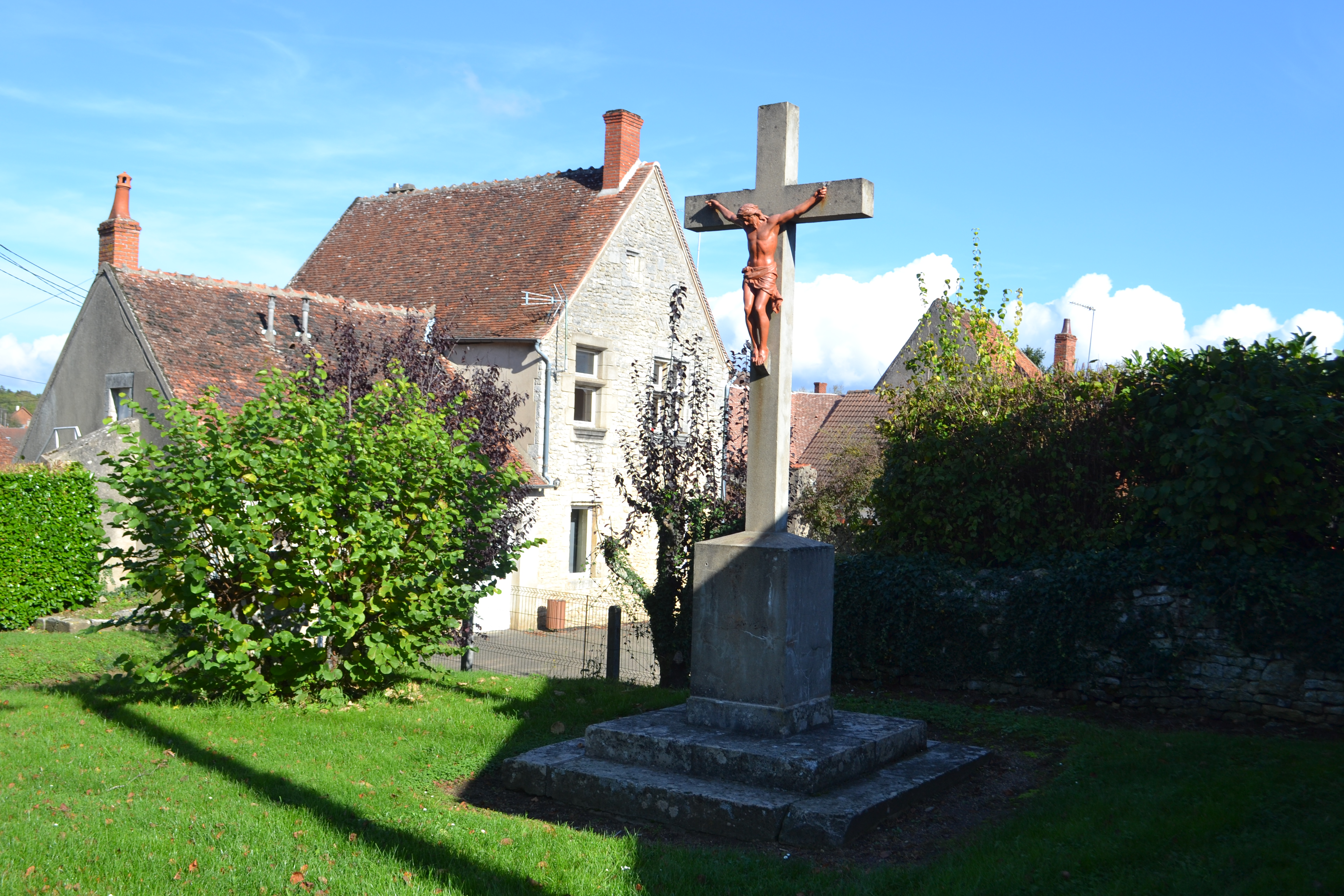
Calvaire.

On relève les formes suivantes du nom de la commune : Narciacus (IXe siècle), Iterius de Narsiaco (vers 1080) et Narciacum (1266).
Le nom de la commune viendrait du nom d'homme gaulois Nartius ou Narissius et du suffixe -acum.

## Histoire

Pierre Babaud de la Chaussade, seigneur de Narcy.

- La première mention connue du nom de la commune remonte au IXe siècle[14].
- Le premier acte d'état civil porté dans le registre paroissial date du 3 novembre 1618[16].
- En 1684, Louis Bernot, seigneur de Narcy, est poursuivi en justice par Étienne Rabeleau, curé du village, pour avoir faict trouble pendant le service divin en l’eglize de Narcy le jour de Sainct-Marcel dernier, feste du patron ; proféré plusieurs injures contre la réputation dud. curé ; d’avoir attenté avec port d’armes et de jour et de nuit à la personne dud. Rabelleau, menacé de le tuer et de le faire brusler avecq blasphême du sainct nom de Dieu[17].
- En 1906[18], le nombre d'habitants de Narcy, qui compte 299 maisons, s'élève à 981 individus. La commune compte un curé, un instituteur et une institutrice, un instituteur public, six cantonniers, deux gardes particuliers, un garde champêtre, un facteur-receveur et un facteur des postes. Il y a un certain nombre de commerçants : 6 aubergistes, 5 épiciers (dont 4 épicières), 3 boulangers, 2 marchands de bois, 1 boucher, 1 négociant et 1 marchand de... vélos ! Les artisans et ouvriers sont très nombreux : 24 bûcherons, 19 couturières, 15 maçons, 10 carriers[19], 9 charrons, 8 meuniers, 8 maréchaux-ferrants, 6 couvreurs, 6 sabotiers, 4 jardiniers, 4 menuisiers, 3 bourreliers, 3 charretiers, 3 cordonniers, 3 basse-couriers[20], 2 lingères, 2 tailleurs de pierre (au chômage), 2 charpentiers, 2 bergers, 1 tisserand, 1 serrurier, 1 farinier, 1 chaufournier[21] et 1 mécanicien (employé par le marchand de vélos). Une petite entreprise métallurgique emploie 3 tailleurs, 2 émouleurs (aiguiseurs), 1 trempeur et 1 polisseur de limes. La catégorie socioprofessionnelle la plus représentée est celle des domestiques, agricoles ou autres (85 individus), suivie par les agriculteurs (83), les journaliers (33), les fermiers (10), les propriétaires exploitants (5) et les ouvriers agricoles (2). On recense également dans la commune 2 entrepreneurs (dont un en maçonnerie), 1 « agent d’affaires » et 2 « tisseurs en bas », ainsi que 6 rentiers. Au total, on relève à Narcy 52 professions différentes. On n’y trouve, selon le recensement de 1906, ni médecin ni notaire ni sage-femme. Il n’y a également aucun étranger. Comme dans bon nombre de communes nivernaises, plusieurs familles du village accueillent un « petit Paris », c’est-à-dire un enfant de l’Assistance publique : ils sont 39 à Narcy.

### Seigneurs
- Jean de Maraffin (1517)
- Michel de Troussebois, écuyer (1669)
- Sébastien Bernot (1676)
- Louis Bernot, fils du précédent, avocat en Parlement (1684)
- René Lasné, avocat en Parlement, seigneur de Ville et de Mignard, mort en 1685[22]
- Jean-François de Pagany d’Eugny, écuyer (1718)
- Pierre Babaud de la Chaussade, écuyer, conseiller-secrétaire du Roi (1766)[17]

## Politique et administration
| Période        | Période   | Identité                         | Étiquette      | Qualité                            |
| -------------- | --------- | -------------------------------- | -------------- | ---------------------------------- |
| 1836           | août 1840 | Tallard                          |                |                                    |
| septembre 1840 | juin 1848 | Louis Abraham Lasné du Colombier |                | propriétaire à Mignard             |
| 3 juillet 1848 | [Quand ?] | Théophile Dumangin               |                | propriétaire et géomètre à Artonne |
| décembre 1851  | [Quand ?] | Tallard                          |                |                                    |
| avant 1981     | ?         | Antoine Malguy de 1959 à 1977    | Sans étiquette |                                    |
| mars 2008      | 2014      | Élisabeth Barbeau                |                |                                    |
| 2014           | 2024      | Dominique Prévost                |                |                                    |
| 2024           | En cours  | Aude Chambon                     |                | Agricultrice                       |

## Démographie
L'évolution du nombre d'habitants est connue à travers les recensements de la population effectués dans la commune depuis 1793. Pour les communes de moins de 10 000 habitants, une enquête de recensement portant sur toute la population est réalisée tous les cinq ans, les populations de référence des années intermédiaires étant quant à elles estimées par interpolation ou extrapolation. Pour la commune, le premier recensement exhaustif entrant dans le cadre du nouveau dispositif a été réalisé en 2004.

En 2022, la commune comptait 467 habitants, en évolution de −12,05 % par rapport à 2016 (Nièvre : −3,28 %, France hors Mayotte : +2,11 %).
| 1793 | 1800 | 1806 | 1821 | 1831 | 1836  | 1841  | 1846  | 1851  |
| ---- | ---- | ---- | ---- | ---- | ----- | ----- | ----- | ----- |
| 770  | 802  | 625  | 773  | 899  | 1 035 | 1 080 | 1 139 | 1 210 |

| 1856  | 1861  | 1866  | 1872  | 1876  | 1881  | 1886  | 1891  | 1896 |
| ----- | ----- | ----- | ----- | ----- | ----- | ----- | ----- | ---- |
| 1 176 | 1 240 | 1 315 | 1 288 | 1 251 | 1 241 | 1 180 | 1 097 | 980  |

| 1901 | 1906 | 1911 | 1921 | 1926 | 1931 | 1936 | 1946 | 1954 |
| ---- | ---- | ---- | ---- | ---- | ---- | ---- | ---- | ---- |
| 990  | 984  | 944  | 832  | 837  | 822  | 744  | 727  | 630  |

| 1962 | 1968 | 1975 | 1982 | 1990 | 1999 | 2004 | 2006 | 2009 |
| ---- | ---- | ---- | ---- | ---- | ---- | ---- | ---- | ---- |
| 592  | 620  | 583  | 575  | 539  | 490  | 503  | 494  | 543  |

| 2014 | 2019 | 2022 | - | - | - | - | - | - |
| ---- | ---- | ---- | - | - | - | - | - | - |
| 538  | 478  | 467  | - | - | - | - | - | - |

## Lieux et monuments
- Église de Saint-Marcel
- Forge de Marteauneuf

## Personnalités liées à la commune
- Adolphe Asseline (1806-1891), conseiller du roi, meurt le 18 octobre 1891 à Narcy.

- Théophile Dumangin, maire de Narcy en 1848, fermier, géomètre et architecte fait construire les propriétés d'Artonne et de Fernigot[28]. Il est né en 1810 à Paris. Il est le fils du docteur Jean-Baptiste Dumangin (1744-1826), qui soigne et autopsie Louis XVII en juin 1795[28], et de sa dernière épouse, Anne de Coste de la Calprenède (1787-1842)[29]. Avec son frère Henry (1817-1894), à la mort de leur père en 1826,  ils ont comme tuteur François Asseline, Sous chef au bureau de la Guerre, et à la mort de celui-ci en 1832, ils sont protégés par son fils Adolphe Asseline, qui est le secrétaire du duc et de la duchesse d'Orléans. Il est reçu en 1830 à École polytechnique[30]. Il fait un séjour en 1834 à l'Institution royale agronomique de Grignon[31]. Demeurant à Pouilly-sur-Loire (1835-1838), propriétaire demeurant à Vieux-Moulin, commune de Vielmanay (1838-1840)[32], puis à Artonne (1840-1851)[à vérifier][33] et à Fernigault (Fernigot) (1852-1856)[34], commune de Narcy. Il est candidat malheureux aux Élections législatives de 1848, comme Représentant du Peuple, des cantons de La Charité et de Pouilly-sur-Loire. Sur les onze enfants qu'il a eus avec Rose Pauline Linglay, dénommée Laignelet (1818-1899), trois meurent en 1849. Ne réussissant pas à rentabiliser son exploitation, il part en 1856 avec sa famille pour l'Italie dans les États pontificaux, où il est nommé par la Banque Rothschild, et la société Pio Latina, ingénieur d'exploitation de la ligne de chemin de fer, de Rome à la frontière napolitaine. La guerre d'indépendance italienne et l'unification de l'Italie l'oblige à quitter le pays en 1861 ; il rejoint Madrid où il est nommé, en 1862, Directeur en chef de l'exploitation du chemin de fer Ciudad Real à Badajoz, ligne qui doit relier Madrid à Lisbonne. En 1868, le coup d'État du général Juan Prim bouleverse les alliances politiques et entraîne le départ des ingénieurs français. Théophile Dumangin quitte l'Espagne en 1870 pour rejoindre sa famille à Biarritz où il meurt le 1er octobre 1871[28].